# Songs for Survivors
Song’s For Survivors är Graham Nashs femte soloalbum, utgivet 30 juli 2002. Albumet är producerat av Graham Nash, Russell Kunkel och Nathaniel Kunkel.

## Låtlista
1. Dirty Little Secret (Graham Nash/Russell Kunkel)
2. Blizzard of Lies (Graham Nash)
3. Lost Another One (Graham Nash)
4. The Chelsea Hotel (Graham Nash)
5. I'll Be There For You (Graham Nash/Doug Ingoldsby/Joe Vitale)
6. Nothing in the World (Graham Nash)
7. Where Love Lies Tonight (Graham Nash/Joe Vitale)
8. Pavanne (Richard Thompson/Linda Thompson)
9. Liar's Nightmare (Jean Ritchie/Graham Nash)
10. Come With Me (Graham Nash)